# Акбулак (Осакаровський район)
Акбула́к (каз. Ақбұлақ) — село у складі Осакаровського району Карагандинської області Казахстану. Адміністративний центр Акбулацького сільського округу.
Населення — 1183 особи (2021; 1203 у 2009, 1239 у 1999, 1133 у 1989).
Національний склад станом на 1989 рік:
- росіяни — 47 %.

До 2002 року село називалось Пролетарське.